# ハリウッド・トラブル
『ハリウッド・トラブル』（I'll Do Anything）は、ジェームズ・L・ブルックス脚本・監督による1994年製作のアメリカ映画。『ブロードキャスト・ニュース』と『恋愛小説家』の間に製作された。

## あらすじ
主人公マットは、かつては有名な賞にノミネートされたほどの俳優だったが、いまは売れていない。運転手をやりながら起死回生を狙っている。ハリウッドでキャスティングを担当する女性と恋仲になったり、逮捕された元妻から引き取った娘が子役としてデビューするチャンスをつかんだりもする。
フランク・キャプラの『オペラハット』のリメイクの主演に抜擢されそうになるが……。

## キャスト
- ニック・ノルティ：マット
- ホイットニー・ライト：ジェニー
- アルバート・ブルックス：バーク・アドラー
- ジョエリー・リチャードソン：キャシー
- ジュリー・カヴナー：ナン
- トレイシー・ウルマン：ベス
- アン・ヘッシュ：クレア
- イアン・マッケラン：ジョン
- ウディ・ハレルソン：「グラウンド・ゼロ」主役
- ロージー・オドネル：メイクアップ担当者

## スタッフ
- 音楽：ハンス・ジマー
- 撮影：ミヒャエル・バルハウス